# Пульсовая волна
Пу́льсовая волна́ — распространяющаяся по артериям волна повышенного давления, вызванная выбросом крови из левого желудочка сердца в период систолы. Распространяясь от аорты до капилляров, пульсовая волна затухает.
Поскольку аорта является главным кровеносным сосудом, то аортальная скорость пульсовой волны представляет наибольший интерес с медицинской точки зрения при обследовании пациентов.
Возникновение и распространение пульсовой волны по стенкам сосудов обусловлено упругостью аортальной стенки. Дело в том, что во время систолы левого желудочка сила, возникающая при растяжении аорты кровью, направлена не строго перпендикулярно к оси сосуда и может быть разложена на нормальную и тангенциальную составляющие. Непрерывность кровотока обеспечивается первой из них, тогда как вторая является источником артериального импульса, под которым понимают упругие колебания артериальной стенки.
Для людей молодого и среднего возраста скорость распространения пульсовой волны в аорте равна 5,5—8,0 м/с. С возрастом уменьшается эластичность стенок артерий и скорость пульсовой волны увеличивается.
Скорость распространения пульсовой волны в аорте является косвенным методом определения жесткости сосудов. В стандартном её определении используется методика, основанная на измерении пульсовых волн датчиками, установленными в области сонной и бедренной артерий. Определение скорости распространения пульсовой волны и других параметров жесткости сосудов позволяет выявить начало развития тяжелых нарушений сердечно-сосудистой системы и правильно подобрать индивидуальную терапию.
СРПВ увеличивается при атеросклерозе аорты, гипертонической болезни, симптоматических гипертониях и при всех патологических состояниях, когда происходит уплотнение сосудистой стенки. Уменьшение СРПВ наблюдается при аортальной недостаточности, при открытом артериальном (боталловом) протоке.
Для регистрации пульсовых колебаний применяют оптические сфигмографы, механически воспринимающие и оптически записывающие колебания сосудистой стенки. К таким приборам относится механокардиограф с записью кривой на специальной фотобумаге. Фоторегистрация дает неискаженные колебания, однако она трудоемка и требует применения дорогостоящих фотоматериалов. Большое распространение получили электросфигмографы, при которых применяются пьезокристаллы, конденсаторы, фотоэлементы, угольные датчики, тензометры и другие устройства. Для записи колебаний пользуются электрокардиографом с чернильно-перьевой, струйной или тепловой регистрацией колебаний. Сфигмограмма имеет разный рисунок в зависимости от применяемых датчиков, что затрудняет их сравнение и расшифровку. Более информативным является полиграфическая одновременная запись пульсации сонных, лучевых и других артерий, а также ЭКГ, баллистограммы и других функциональных изменений сердечно-сосудистой деятельности.
Для определения тонуса сосудов, эластичности стенок сосудов определяют скорость распространения пульсовой волны. Увеличение жесткости сосудов ведет к увеличению СРПВ. Для этой цели определяют разницу во времени появления пульсовых волн, так называемое запаздывание. Проводят одновременную запись сфигмограмм, располагая два датчика над поверхностными сосудами, расположенными проксимально (над аортой) и дистально по отношению к сердцу (на сонной, бедренной, лучевой, поверхностной височной, лобной, глазничной и других артериях). Определив время запаздывания и длину между двумя исследуемыми точками, определяют СРПВ (V) по формуле:
```
v=S
[
2
]
/T
[
3
]
,
```

Основные современные способы методы определения СРПВ, важность оценки жесткости артериальной стенки в клинической практике были отражены в 2016 году в Согласованном мнение российских экспертов по оценке артериальной жесткости в клинической практике.